# Mạng không dây

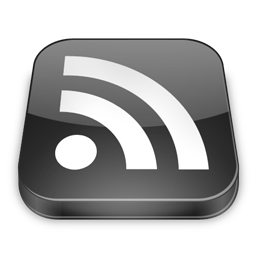
"Black-white 2 Vista" icon theme

Mạng không dây (tiếng Anh: wireless network) là mạng điện thoại hoặc mạng máy tính sử dụng sóng radio
làm sóng truyền dẫn hay tầng vật lý.
Một mạng không dây là một mạng máy tính sử dụng các kết nối dữ liệu không dây giữa các nút mạng. Mạng không dây được ưa thích bởi các hộ gia đình, các doanh nghiệp hay các cơ sở kinh doanh vừa và lớn có nhu cầu kết nối internet nhưng không thông qua quá nhiều cáp chuyển đổi. Các mạng không dây được quản lý bởi hệ thống truyền thông vô tuyến của các nhà mạng. Những hệ thống này thường được đặt tập trung hoặc rời rạc tại những cơ sở lưu trữ của các nhà mạng. Cấu trúc mạng thường được sử dụng là cấu trúc OSI.
Những ví dụ điển hình về mạng không dây là: mạng wifi, mạng 3G, mạng điện thoại di động, mạng bluetooth, mạng nội bộ không dây (WLAN), mạng cảm biến không dây, mạng truyền thông vệ tinh và mạng sóng mặt đất.

## Thuật ngữ
- mạng MAN không dây (WMAN) - mạng đô thị không dây
- mạng LAN không dây (WLAN) - mạng cục bộ không dây
- mạng PAN không dây (WPAN) - mạng cá nhân không dây
- GSM - Chuẩn toàn cầu cho truyền thông di động số, thông dụng tại hầu hết các nước ngoại trừ Hàn Quốc và Nhật Bản.
- Mạng di động tùy biến (Mobile ad-hoc network)
- Wi-Fi - một tập các chuẩn tương thích sản phẩm dành cho các mạng WLAN dựa trên đặc tả IEEE 802.11
- Warchalking
- Wireless mesh network

## Một số viện nghiên cứu
- University of California, Berkeley
- University of Pennsylvania
- Massachusetts Institute of Technology
- Helsinki University of Technology
- Royal Institute of Technology (Stockholm, Sweden)
- Stanford University

## Một số hãng sản xuất nổi tiếng về các thiết bị mạng không dây
- Thiết bị mạng, thiết bị cầm tay
  - Nokia
  - Apple
  - Samsung
  - Sony Ericsson
  - Motorola
  - Ericsson (chỉ có thiết bị mạng)
  - Siemens AG
  - Sony Ericsson (chỉ có thiết bị cầm tay)

## Một số cộng đồng
- NYCwireless
- RedLibre
- FreeNetworks
- Personal Telco